# جامعة بلخ
جامعة بلخ (بالفارسية: دانشگاه بلخ)؛ (بالبشتوية: د بلخ پوهنتون)‏ هي جامعة حكومية تقع في مدينة مزار الشريف، عاصمة ولاية بلخ، شمال أفغانستان. تأسست الجامعة عام 1986، وهي ثالث أكبر جامعة في أفغانستان بعد جامعة كابول وجامعة ننغرهار. تشمل الكليات الطب والهندسة والاقتصاد والصحافة والأدب والقانون والعلوم.